# Буйначёв, Владимир Петрович
Владимир Петрович Буйначёв (10 января 1938, Свердловск, РСФСР, СССР — 11 июля 2025, Москва) — советский и российский скульптор, член-корреспондент Российской академии художеств (2007). Заслуженный художник Российской Федерации (2016).

## Биография
Родился 10 января 1938 года в Свердловске (ныне Екатеринбург), жил и работал в Москве.
В 1967 году — окончил Московское высшее художественно-промышленное училище (сейчас Строгановское), кафедра архитектурно-декоративной пластики, педагоги: А. П. Файдыш, Г. А. Шульц, В. И. Козлинский, С. Л. Рабинович.
С 1969 года — член Союза художников СССР, России.
С 1979 года — руководитель Творческих групп скульпторов при Экспериментальном скульптурном комбинате «Объединения московских скульпторов».
С 2000 по 2014 годы — член Правления Московского союза художников.
С 1992 года — член Правления «Объединения московских скульпторов».
Член Московского Союза художников, Московского объединения скульпторов.
В 2007 году — избран членом-корреспондентом Российской академии художеств от Отделения скульптуры.

## Творческая деятельность
Основные монументальные произведения:
- скульптурные композиции: «Потому, что лето» (1979, Москва), «Стояли насмерть» (1985, Бишкек, Киргизия), «Покорители космоса» (1990, Уральск), «Всадник» (1996, Москва, парк «Музеон»), «А. С. Пушкин» (1999, Москва, парк «Музеон»), «Святой Георгий» (2009, Москва), «Пегас» (2009, Москва), «Победитель» (2010, Люберцы Московской области), «В саду» (2010, Химки Московской области), «Легенда о любви» (2011, Заречный), «Мечта о рукотворном солнце» (2011, Озерск Пензенской области), «Победительница» (2012, Москва), «В моем саду» (2013, Москва), «Связка пойманных рыб» (2014, Москва), «Скульптор Цаплин на острове Майорка» (2014, Москва).

Основные станковые произведения:
- скульптурные композиции — «Танец лесорубов» (1975), «Князь Игорь» (1999), «Баснописец И. А. Крылов» (2009), «А. И. Мусин-Пушкин» (2009), «Метафора» (2010), «Убегающая Амазонка» (2010), « Старый поэт» (2011), «Светлый мир детства» (2013), «Протопоп Аввакум» (2013), «Призыв» (2014);
- портреты — скульптора В. Н. Зознобина (1972), поэта А. С. Пушкина (1999, Государственный музей А. С. Пушкина, Москва), генерала П. И. Багратиона (2012), скульптора Д. Ф. Цаплина (2014).

Станковые произведения представлены в музейных и частных собраниях России и за рубежом.
Исследователь текста «Слово о полку Игореве». Издал книги: «Слово о полку Игореве» — автор известен" (1998), "Тайнопись «Слова о полку Игореве» (2000).

## Награды
- Заслуженный художник Российской Федерации (2016)[2]
- Медаль «В память 850-летия Москвы» (1997)